# ホワイトホール駅
ホワイトホール駅（英語：Whitehall Station）は、ニューヨーク州ホワイトホール メイン・ストリート154にある駅。 全米各地を結ぶ旅客鉄道のアムトラックが乗り入れている。

## 概要
当駅は1989年にデラウェア・アンド・ハドソン鉄道（D＆H）から借地し、アムトラックが待合室、駐車場、歩道を整備して開業した。

## 利用可能な鉄道路線／列車
アムトラックの停車する列車は下記の通り。
モントリオールとニューヨーク間の昼行国際列車アディロンダック…1日1往復停車